# Lijst van voetbalinterlands Cambodja - Maleisië
Deze lijst van voetbalinterlands is een overzicht van alle officiële voetbalwedstrijden tussen de nationale teams van Cambodja en Maleisië. De landen hebben tot op heden 28 keer tegen elkaar gespeeld. De eerste ontmoeting, een kwalificatiewedstrijd voor de Azië Cup 1956, vond plaats op 17 maart 1956 in Shah Alam. Het laatste duel, een groepswedstrijd tijdens de Zuidoost-Azië Cup 2024, werd gespeeld in Phnom Penh op 8 december 2024.

## Wedstrijden
| №  | Plaats              | Datum             | Competitie                      | Wedstrijd                 | Uitslag |
| -- | ------------------- | ----------------- | ------------------------------- | ------------------------- | ------- |
| 1  | Shah Alam           | 17 maart 1956     | Azië Cup 1956 kwalificatie      | Maleisië − Cambodja       | 9 − 2   |
| 2  | Phnom Penh          | 24 april 1956     | Azië Cup 1956 kwalificatie      | Cambodja − Maleisië       | 3 − 2   |
| 3  | Rangoon             | 12 december 1961  | Zuidoost-Aziatische Spelen 1961 | Maleisië − Cambodja       | 4 − 0   |
| 4  | Bangkok             | 9 november 1970   | Vriendschappelijk               | Khmerrepubliek − Maleisië | 1 − 1   |
| 5  | Bangkok             | 14 december 1970  | Aziatische Spelen 1970          | Khmerrepubliek − Maleisië | 2 − 0   |
| 6  | Seoel               | 3 mei 1971        | Vriendschappelijk               | Maleisië − Khmerrepubliek | 3 − 1   |
| 7  | Bangkok             | 26 mei 1971       | Azië Cup 1972 kwalificatie      | Maleisië − Khmerrepubliek | 2 − 1   |
| 8  | Kuala Lumpur        | 15 december 1971  | Zuidoost-Aziatische Spelen 1971 | Maleisië − Khmerrepubliek | 3 − 0   |
| 9  | Kuala Lumpur        | 19 juli 1972      | Vriendschappelijk               | Maleisië − Khmerrepubliek | 6 − 1   |
| 10 | Seoel               | 20 september 1972 | Vriendschappelijk               | Maleisië − Khmerrepubliek | 1 − 0   |
| 11 | Ho Chi Minhstad     | 29 oktober 1972   | Vriendschappelijk               | Maleisië − Khmerrepubliek | 0 − 1   |
| 12 | Kuala Lumpur        | 27 juli 1973      | Vriendschappelijk               | Maleisië − Khmerrepubliek | 1 − 0   |
| 13 | Seoel               | 28 september 1973 | Vriendschappelijk               | Khmerrepubliek − Maleisië | 2 − 0   |
| 14 | Bangkok             | 20 december 1973  | Vriendschappelijk               | Maleisië − Khmerrepubliek | 3 − 2   |
| 15 | Bangkok             | 20 december 1974  | Vriendschappelijk               | Maleisië − Khmerrepubliek | 3 − 0   |
| 16 | Lamphun             | 10 december 1995  | Zuidoost-Aziatische Spelen 1995 | Cambodja − Maleisië       | 0 − 9   |
| 17 | Bandar Seri Begawan | 4 augustus 1999   | Zuidoost-Aziatische Spelen 1999 | Cambodja − Maleisië       | 2 − 7   |
| 18 | Shah Alam           | 14 oktober 2000   | Vriendschappelijk               | Maleisië − Cambodja       | 2 − 0   |
| 19 | Shah Alam           | 17 oktober 2000   | Vriendschappelijk               | Maleisië − Cambodja       | 1 − 1   |
| 20 | Songkhla            | 9 november 2000   | Zuidoost-Azië Cup 2000          | Maleisië − Cambodja       | 3 − 2   |
| 21 | Shah Alam           | 11 december 2002  | Vriendschappelijk               | Maleisië − Cambodja       | 5 − 0   |
| 22 | Shah Alam           | 18 juni 2007      | Vriendschappelijk               | Maleisië − Cambodja       | 6 − 0   |
| 23 | Shah Alam           | 20 september 2014 | Vriendschappelijk               | Maleisië − Cambodja       | 4 − 1   |
| 24 | Rangoon             | 20 november 2016  | Zuidoost-Azië Cup 2016          | Maleisië − Cambodja       | 3 − 2   |
| 25 | Phnom Penh          | 10 september 2018 | Vriendschappelijk               | Cambodja − Maleisië       | 1 − 3   |
| 26 | Phnom Penh          | 8 november 2018   | Zuidoost-Azië Cup 2018          | Cambodja − Maleisië       | 0 − 1   |
| 27 | Singapore           | 6 december 2021   | Zuidoost-Azië Cup 2020          | Cambodja − Maleisië       | 1 − 3   |
| 28 | Phnom Penh          | 8 december 2024   | Zuidoost-Azië Cup 2024          | Cambodja − Maleisië       | 2 − 2   |

## Samenvatting
| Competitie                 | Totaal gespeeld | Winst Cambodja | Gelijk | Winst Maleisië | Doelsaldo Cambodja – Maleisië |
| -------------------------- | --------------- | -------------- | ------ | -------------- | ----------------------------- |
| Azië Cup-kwalificatie      | 3               | 1              | 0      | 2              | 6 − 13                        |
| Zuidoost-Azië Cup          | 5               | 0              | 1      | 4              | 7 − 12                        |
| Aziatische Spelen          | 1               | 1              | 0      | 0              | 2 − 0                         |
| Zuidoost-Aziatische Spelen | 4               | 0              | 0      | 4              | 2 − 23                        |
| Vriendschappelijk          | 15              | 2              | 2      | 11             | 11 − 39                       |
| Totaal                     | 28              | 4              | 3      | 21             | 28 − 87                       |

Wedstrijden bepaald door strafschoppen worden, in lijn met de FIFA, als een gelijkspel gerekend.